# Wilhelm Zander
Pour les articles homonymes, voir Zander.
Wilhelm Zander, (22 avril 1911 - 27 septembre 1974) natif de Munich, était l'officier d'ordonnance de Martin Bormann pendant la Seconde Guerre mondiale. Son dernier grade fut SS-Standartenführer. Il est resté auprès de Bormann au Führerbunker pendant les derniers jours de la bataille de Berlin et de la guerre. Il s'en enfuit en emportant des documents importants, dont le dernier testament d'Adolf Hitler.
Après la guerre il prit le nom de famille « Paustin » et travailla en tant que jardinier.